# Ondatrini
Ondatrini — триба подсемейства полёвковых Arvicolinae семейства Cricetidae. В трибу Ondatrini входят три рода: два вымерших и один современный.

## Диагноз
Диагноз и состав трибы приведён по И. М. Громову.
Корнезубые полевки, у современного вида корни формируются только к моменту прорезания зубов. Коренные зубы лишены цемента во входящих углах или малоцементные. Внутренние треугольные петли жевательных поверхностей  нижних коренных меньше наружных. Эмаль равной толщины по всему периметру зуба или  несколько утончается в вершинах входящих углов.  Параконидный отдел M1 усложнён  в полтора, или (реже) в  два раза. У древних форм на нём присутствует марка, призматической складки нет. M3 простого строения, укороченный, позади передней непарной петли у него по два зубца и одной входящей складке с каждой стороны. Следов упрощения этого зуба в переднем и заднем отделах нет: передняя наружная складка глубокая и узкая, без отшнуровывания марки в ее внутренней части. Задненёбные ямки мелкие почти не выраженные.

## Состав
- † Род Pliopotamys Hibbard, 1938 
  - † Pliopotamys minor Wilson, 1933 — поздний плиоцен ранний—плейстоцен центра Северной Америки.
  - † Pliopotamys meadensis  Hibbard, 1938 — поздний плиоцен ранний—плейстоцен центра Северной Америки.
- † Род Dolomys Nehring, 1898
  - † Dolomys nehrengii Kretzoi, 1959 — поздний плиоцен Венгрии, Молдавии, Нижнего Придонья.
  - † Dolomys milleri Nehring, 1898 — древний антропоген Венгрии, Одесского Причерноморья, северо-восточного Приазовья и Таманского полуострова.
- Род Ondatra Link, 1795
  - † Ondatra annectens Brown, 1908
  - † Ondatra nebracensis Hollister, 1911
  - † Ondatra idahoensis Wilson, 1933
  - Ондатра (Ondatra zibethica) (L., 1766)